# Ludovico Lupi
Ludovico Lupi (fl. XVIII secolo) è stato un avvocato italiano del XVIII secolo.

L'ingratitudine vendicata, 1766 (Fondazione Mansutti, Milano).

Fu avvocato di un armatore di Bordighera, la cui causa è stata raccolta nella memoria L'ingratitudine vendicata dalli procedimenti di Patron Giuseppe Giribaldi sia per le circonvezioni fatte a Patrone Emmanuele Allavenna presso i Conservatori del Mare. Il processo, che vedeva avvocati difensori il Lupi e Alessandro Felugo, riguardava il comandante di una tartana naufragata a Varigotti e secondo l'accusa distrutta volontariamente, nonostante la morte di due marinai e due passeggeri. L'imbarcazione era in comodato dall'armatore e l'accusa riteneva una discrepanza evidente tra il carico dichiarato e quanto rinvenuto dopo il naufragio. Nell'opera sono presenti numerosi riferimenti di dottrina giuridica sul diritto sostanziale e procedurale sulla responsabilità del comodatario.